# Schwarzbach (Feuerscheid)
Schwarzbach ist ein Weiler der Ortsgemeinde Feuerscheid im Eifelkreis Bitburg-Prüm in Rheinland-Pfalz.

## Geographische Lage
Schwarzbach liegt südöstlich des Hauptortes Feuerscheid in einer Entfernung von rund 2,4 km. Der Weiler befindet sich in Tallage und ist hauptsächlich von landwirtschaftlichen Nutzflächen sowie etwas Waldbestand umgeben. Östlich von Schwarzbach fließt die Nims, welche den Weiler von Nimshuscheider Mühle trennt.

## Geschichte
Schwarzbach wird erstmals in einer Karte aus dem Jahre 1818 erwähnt und gehört somit zu den beiden ältesten Weilern von Feuerscheid.
Im Jahre 1843 gehörte Schwarzbach als Weiler von Feuerscheid zur Bürgermeisterei Burbach und wurde von 16 Menschen bewohnt.

## Naherholung
Durch Schwarzbach verläuft der Wanderweg 1 des Prümer Landes, Feuerscheid. Es handelt sich um einen Rundwanderweg mit einer Länge von rund 10,8 km. Highlights am Weg sind Wolfsbach- sowie das Nimstal. Neben Schwarzbach werden auch die beiden Weiler Obere Hardt und Untere Hardt erreicht.
Ebenfalls durch Schwarzbach verläuft der Wanderweg rund um Seffern. Es handelt sich um einen 13 km langen Rundwanderweg mit dem Schwerpunkt Heilenbacher Forst. Die Wanderung verläuft auch durch den Weiler Untere Hardt.

## Verkehr
Es existiert eine regelmäßige Busverbindung.
Schwarzbach ist durch die Landesstraße 33 sowie durch eine Gemeindestraße erschlossen.